# Cmentarz wojenny w Lubochni
Cmentarz wojenny w Lubochni – zlikwidowany cmentarz wojenny, który znajdował się w Lubochni w powiecie tomaszowskim w województwie łódzkim.